# Janswegspoorbrug
De Janswegspoorbrug is een vaste spoorbrug in de Noord-Hollandse stad Haarlem. De brug ligt ten oosten van Station Haarlem in de spoorlijn Amsterdam - Rotterdam (Oude Lijn). De brug overspant de Jansweg een belangrijke straat in de Stationsbuurt in Haarlem-Centrum.

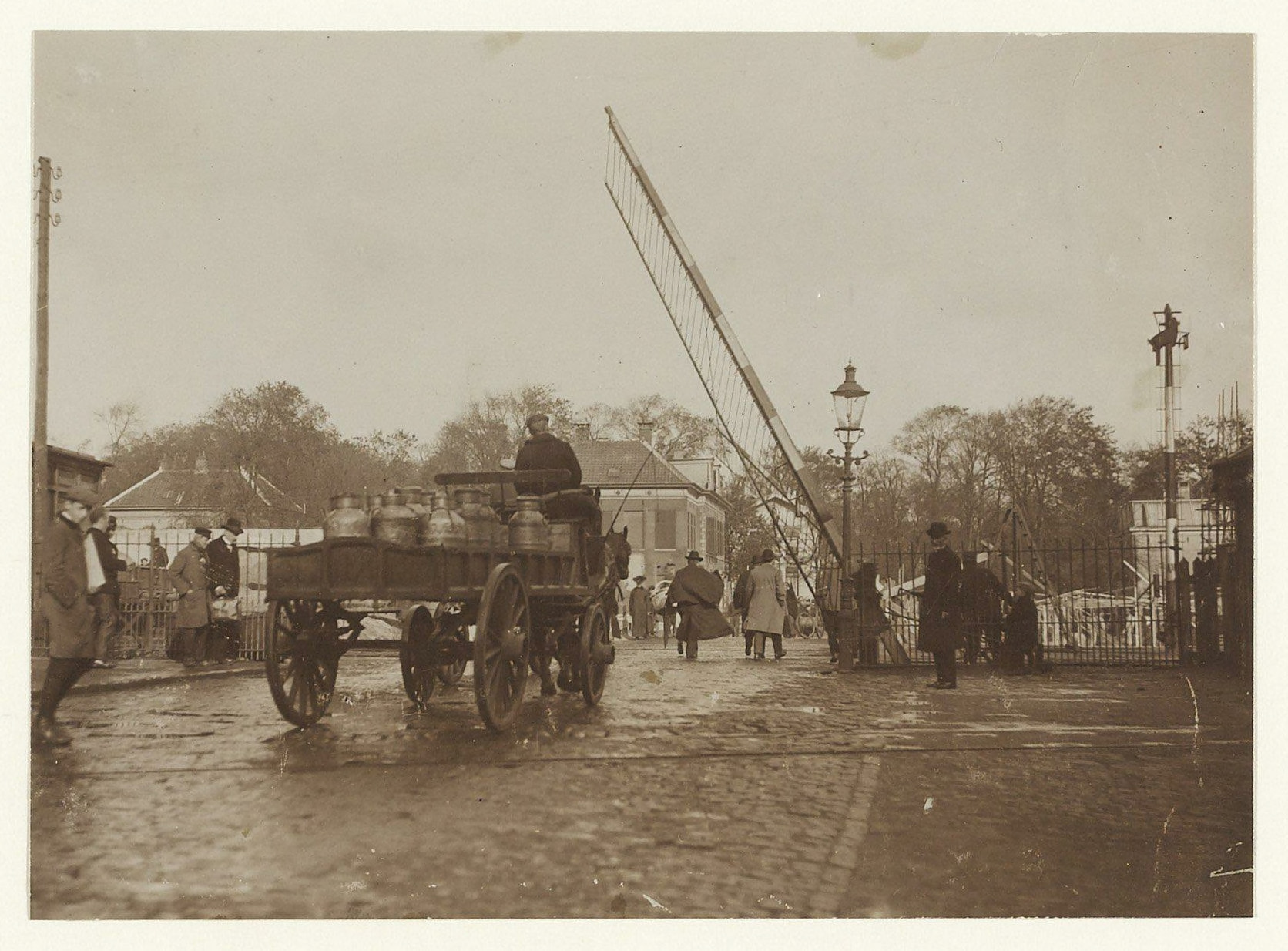
Spoorwegovergang bij de Jansweg voor de bouw van een verhoogd station Haarlem

De brug werd omstreeks 1906 gebouwd over de Jansweg in verband met de verhoging van de spoorlijnen. Zo kwam er een nieuw station naar ontwerp van D.A.N. Margadant in Art Nouveau. De brug fungeert samen met de Kruiswegspoorbrug als onderdeel van dit vernieuwde station. De gietijzeren kolommen werden vervaardigd door IJzergieterij Deventer.

## Waardering
Het spoorwegviaduct uit omstreeks 1906 is van algemeen belang vanwege de cultuur-, bouw- en architectuurhistorische waarde als grotendeels gaaf bewaard gebleven vroeg 20ste-eeuws infra-structureel werk en als historisch functioneel onderdeel van het station van Haarlem van de architect D.A.N. Margadant. Het viaduct heeft situationele waarde vanwege de markante ligging over de Jansweg.
sinds 23 november 1999 bedraagt deze brug een rijksmonument.